# 2018년 미스코리아
2018년 미스코리아는 2018년 7월 4일 서울 올림픽홀에서 열린 62번째 미스코리아 선발대회이다. 마지막 TV 중계이며 MBC 플러스(MBC 에브리원 · MBC 뮤직)와 V LIVE으로 중계하여, 박수홍, 유라가 MC를 맡았다.

## 수상자
- 진(眞) : 김수민 (경기)
- 선(善) : 송수현 (대구), 서예진 (서울)
- 미(美) : 임경민 (경북), 박채원 (경기), 이윤지 (서울), 김계령 (인천)